# Marek Mecherzyński
Marek Mecherzyński (ur. 11 listopada 1962 w Toruniu) – żołnierz, generał dywizji Wojska Polskiego, były dowódca 12 Dywizji Zmechanizowanej. 26 stycznia 2023 zakończył zawodową służbę wojskową.

## Życiorys

### Wykształcenie
Marek Mecherzyński jest absolwentem Wyższej Szkoły Oficerskiej Wojsk Zmechanizowanych we Wrocławiu (1985). Następnie ukończył studia w Akademii Obrony Narodowej (1995), a w 2008 r. studia podyplomowe w Royal College of Defence Studies w Londynie. Ukończył kurs dla generałów i oficerów flagowych w Akademii Obrony NATO w Rzymie.

### Kariera wojskowa
W 1985 r. został mianowany na pierwszy stopień oficerski. Służbę rozpoczął w 1 Warszawskiej Dywizji Zmechanizowanej, gdzie był na kolejnych stanowiskach dowódczych do 1990 r. W 1995 r., po ukończeniu Akademii Obrony Narodowej, został szefem szkolenia, a następnie szefem sztabu – zastępcą dowódcy pułku ochrony w Warszawie. Od 1997 r. pełnił obowiązki na różnych stanowiskach w pionie operacyjnym Dowództwa Wojsk Lądowych. W 2002 r. dowodził I zmianą Polskiego Kontyngentu Wojskowego w Afganistanie. W 2003 r. został wyznaczony do pełnienia obowiązków szefa Polskiego Zespołu Operacyjnego przy koalicji antyirackiej w Dowództwie Centralnym Stanów Zjednoczonych w Tampa na Florydzie, gdzie w czasie wojny i rozwijania I zmiany Polskiego Kontyngentu Wojskowego w Iraku pełnił obowiązki szefa polskiego zespołu operacyjnego. W 2004 r. został wyznaczony na stanowisko szefa Oddziału Operacyjnego w Generalnym Zarządzie Operacyjnym P-3 w Sztabie Generalnym WP. W latach 2005–2007 pełnił obowiązki szefa Zarządu Operacji Lądowych G-3 w Dowództwie Wojsk Lądowych. Od 2009 r. do 2011 r. był dowódcą 7 Pomorskiej Brygady Obrony Wybrzeża w Słupsku.
15 sierpnia 2009 r. został awansowany do stopnia generała brygady. Akt mianowania odebrał z rąk prezydenta Rzeczypospolitej Polskiej Lecha Kaczyńskiego. W latach 2011–2013 był na stanowisku zastępca szefa sztabu Dowództwa Wojsk Lądowych w Warszawie. Od 26 sierpnia 2013 r. do 22 listopada 2015 był dowódcą 12 Dywizji Zmechanizowanej.
15 sierpnia 2014 r. został awansowany do stopnia generała dywizji. Akt mianowania odebrał z rąk prezydenta Rzeczypospolitej Polskiej Bronisława Komorowskiego. Następnie objął stanowisko szefa Pionu Operacyjnego ds. NATO – zastępcy polskiego przedstawiciela przy Komitetach Wojskowych NATO i UE w Brukseli, od marca 2018 r. objął to stanowisko. W tym samym roku został desygnowany na stanowisko attaché obrony, wojskowy, morski i lotniczy przy Przedstawicielstwie Dyplomatycznym RP w Chińskiej Republice Ludowej w Pekinie. Legitymuje się bardzo dobrą znajomością języka angielskiego. Jest żonaty, ma syna.
W 2022 dyspozycja Dyrektora Departamentu Kadr - DG RSZ. 26 stycznia 2023 po 42 latach służby zakończył zawodową służbę wojskową.

## Awanse
- podporucznik – 1985

(...)
- generał brygady – 15 sierpnia 2009[7]
- generał dywizji – 15 sierpnia 2014[8]

## Ordery, odznaczenia i wyróżnienia
- Srebrny Krzyż Zasługi (2002)[9]
- Srebrny Medal za Długoletnią Służbę
- Gwiazda Afganistanu[10]
- Złoty Medal „Siły Zbrojne w Służbie Ojczyzny”
- Złoty Medal „Za zasługi dla obronności kraju”
- Odznaka Skoczka Spadochronowego Wojsk Powietrznodesantowych – 1983
- Odznaka absolwenta AON – 1995 ex officio
- medal „Za Wolność Naszą i Waszą” nadany przez Polonię amerykańską – 2002[11]
- laureat nagrody „Buzdygan 2002”[1]
- Odznaka pamiątkowa 7 Pomorskiej Brygady Obrony Wybrzeża – 2009 ex officio
- Odznaka Honorowa Wojsk Lądowych – 2011
- Odznaka pamiątkowa 12 Dywizji Zmechanizowanej – 2013 ex officio
- wyróżniony wpisem do „Księgi Honorowej Wojska Polskiego” – 2013[12]
- Medal Błogosławionego ks. Jerzego Popiełuszki – 2015[13]
- Krzyż Komandoria nadany przez Zarząd Wojewódzki Związku Weteranów i Rezerwistów Wojska Polskiego – 2015[14]
- Złoty Medal Za Zasługi dla LOK – 2015[15]